# Rama (llengua)
El rama és una llengua txibtxa parlada pels rames en la comunitat indígena de Cayo Rama, Regió Autònoma de l'Atlàntic Sud, a la regió de la costa oriental (del Carib o atlàntica) de Nicaragua. La majoria dels parlants són bilingües en crioll i castellà.

## Característiques
Entre els rama es diuen que la llengua rama és l'idioma dels jaguars (tigre americà).
L'idioma rama és, a hores d'ara, l'únic vestigi de la migració des del sud d'Amèrica cap a Nicaragua, quan els txibtxes van deixar les seves terres i van marxar al nord del continent, al voltant del segle x.
La lingüista francesa Colette Grinevald ha estat una de les persones que més ha treballat per la revitalització de l'idioma rama. Ella proposà que la llengua rama adquireixi un estatus de "llengua tresor", que no és la que s'aprèn a l'escola ni a la llar, però és la que "conserva el coneixement de la història, les tradicions, les plantes medicinals." Aquesta lingüista ha recopilat unes 3.000 paraules de rama i s'atribueix l'haver inventat la seva escriptura, perquè ha estat "una llengua sense tradició escrita."
Segons Grinevald, el rama:
"té la seva pròpia gramàtica, que s'assembla més al japonès en la seva estructura que al francès o al castellà."
"...els indígenes volen recuperar la seva llengua, revitalitzar-la perquè és importantíssim per a la seva identitat, per a ells és vincular-se amb el territori, per a la seva autoestima… és una molt bona llengua, que haurien de tenir orgull de saber-la."
Óscar Omier, descendent de rama i director de l'escola a Rama Cay defineix el rama amb aquestes paraules: 
"La llengua és com un tresor, sense això un grup indígena qualsevol no pot identificar-se. Amb la llengua ens identifiquem més, completem les nostres tradicions. És essencial per a nosaltres."

## Fonologia
Hi ha tres sons bàsics vocàlics: a, i i o. En addició a, i i o que s'han introduït com a vocals distintives en alguns préstecs estrangers. Cada vocal pot ser curta o llarga. Aquí les vocals es mostren en l'ortografia branca estàndard (vegeu per exemple Plantilla:Harvcolnb): 
|           | Curta    | Curta     | Llarga   | Llarga    |
|           | Anterior | Posterior | Anterior | Posterior |
| --------- | -------- | --------- | -------- | --------- |
| Tancada   | i        | u         | ii       | uu        |
| (Mitjana) | (e)      | (o)       | (ee)     | (oo)      |
| Oberta    | a        | a         | aa       | aa        |

Es troben les següents consonants (les transcripcions AFI es mostren on siguin d'ajuda):
|                 | Bilabial | Alveolar | Palatal | Velar  | Labiovelar | Glotal |
| --------------- | -------- | -------- | ------- | ------ | ---------- | ------ |
| Sorda Oclusiva  | p        | t        |         | k      | kw [kʷ]    |        |
| Sonora Oclusiva | b        | d        |         | g      |            |        |
| Fricativa       |          | s        |         |        |            | h      |
| Nasals          | m        | n        |         | ng [ŋ] | ngw [ŋʷ]   |        |
| Líquida         |          | l, r     |         |        |            |        |
| Semivocals      |          |          | y       |        | w          |        |

Les paraules en rama no tenen un accent predecible.

### Fonotàctica i sandhi
La fonotàctica rama inclou notables grups consonàntics al començament de les paraules (p. ex. psaarik "tucán", tkua "calent", nkiikna "home", mlingu "matà") i al seu interior (p. ex. alkwsi "parla", salpka "peix"). Variacions entre els parlants testimonien una tendència a simplificar aquests grups (p. ex. nkiikna o kiikna "home", nsu- o su- "nosaltres, nos, nostre/a").
Aquests grups sovint sorgeixen a causa de la tendència a ometre vocals curtes no accentuades. Per exemple, quan el prefix del subjecte de la tercera persona del singular i- i el sufix de temps pretèrit -u s'afegeixen a l'arrel del verb kwis "menjar", d'aquesta manera: i- + kwis + -u, l'arrel del verb perd la seva única vocal, resultant en la forma ikwsu "ell/ella/allò menjà". De vegades ometre diferents vocals pot portar a resultats alternatius. Afegint el sufix de temps pretèrit -o a l'arrel del verb maling "matar", p. ex. maling + -u, pot resultar en mlingu o malngu "matà".
També hi ha casos d'alternació de vocals en morfemes (p. ex. el prefix del subjecte de la primera persona pot aparèixer com n-, ni- o na-) i en arrels lèxiques (així l'arrel aakar "quedar-se" pot aparèixer en les formes aakir-i "quedar-se" i aaikur-u "es va quedar", on la vocal de l'arrel curta còpia a la vocal del sufix).
Les consonants mostren un grau d'alternació del tipus sandhi, com es veu per exemple en la consonant final de la mateixa arrel aakar "quedar-se, ser", cf. l'imperatiu aakit "¡quéda't!". Aquesta última variant es troba tant al final de paraula com abans d'un sufix començant per consonant (p. ex. aakit-ka "si hi ha").

### Vocables i expressions
A continuació es llisten algunes paraules i expressions en idioma rama:
|    | Rama           | Català     |
| -- | -------------- | ---------- |
| 1  | Krubu          | jaguar     |
| 2  | Lakun          | llacuna    |
| 3  | Malika tabula  | Bona tarda |
| 4  | Malika tamaski | Bon dia    |
| 5  | Nunik          | sol        |
| 6  | Tukan          | lluna      |
| 7  | Tausun         | gos        |
| 8  | Palpa          | manatí     |
| 9  | Pulimulin      | lloma      |
| 10 | Sinsak         | zanate     |